# 南台湾大山蜗牛
南台湾大山蜗牛（学名：Cyclophorus moellendorffi），是中腹足目山蜗牛科Cyclophorus的一种。主要分布于台湾，常出现在潮湿的落叶堆里。